# تل راشد
تل راشد هو تل أو تلة أثرية تقع في محافظة ديالى في العراق، ويقع في سفوح جبال زاغروس، على بعد حوالي 12 كم جنوب تل عبادة، وهو موقع آخر يعود لفترة العبيد. يبلغ قياسه 54 × 30 مترًا ويمتد 2.5 مترًا فوق السهل المحيط. اُنْقِبَ تل راشد خلال موسم واحد في عام 1978 تحت إشراف صبحي عبود جاسم كجزء من الأعمال الأثرية المنقذة التي تم القيام بها من أجل بناء سد حمرين. وصل خندق التنقيب إلى عمق 5 أمتار، حيث وصل إلى التربة العذراء (غير المضطربة بالنشاط البشري). تم التعرف على أربع مستويات احتلال مختلفة، جميعها تعود لفترة العبيد.

## تاريخ الاحتلال
يتكون المستوى الأقدم، الرابع، من بعض أساسات الطوب التي كانت جزءًا من بناء أكبر يمتد إلى ما وراء المنطقة المنقوبة. بناءً على الفخاريات، يمكن تأريخ هذا المستوى إلى فترة عبيد 2. أما المستوى الثالث، فقد أسفر عن بقايا معمارية مهمة، تتكون من ثلاثة مبانٍ منفصلة على الأقل. كان اثنان من هذه المباني أمثلة على البيت الثلاثي الشائع في فترة العبيد، مع قاعة أو فناء مركزي وغرف أصغر على جانبي البناء. احتوى أحد المباني على دفنين لطفلين. كان المبنى الأصغر مزينًا بدعائم، مما يشير إلى أنه قد يكون له غرض خاص، مثل كونه دار ضيافة. في المستوى الثاني، أٌنقِبت أجزاء من بناء واحد يحتوي على عدة غرف. كان المستوى الأحدث (الأول) متضررًا بشدة، ولم يُعثر إلا على بعض قطع الجدران والمواقد.

## الثقافة المادية
تشمل الآثار التي اُستُردَّت من التنقيب تماثيل حيوانات مصنوعة من الطين، وعجلات مغزل، ورموز غير محددة، وكرات رمي. فٌسِّرَت المخاريط الصغيرة الموجودة في الموقع على أنها شفيهات. كما وُجدت شفرات حجرية، بعضها لا يزال يحمل قطعًا من القطران، مما يشير إلى أنه كان من المحتمل إدخالها في عمود خشبي، على سبيل المثال، لإنشاء منجل. كانت الفخاريات المسترجعة غالبا مطلية أو منقوشة أو مدببة، ويمكن تأريخها إلى فترتي عبيد 2-3. عٌثِر على نظائر لما يُعرف بالأواني المطلية الرفيعة في تل راشد، حتى في أماكن بعيدة مثل يوموكتيبي في تركيا.